# Bud Tingelstad
Melvin Joseph Tingelstad, detto Bud (Frazee, 4 aprile 1928 – Indianapolis, 30 luglio 1981), è stato un pilota automobilistico statunitense.
Corse la 500 Miglia di Indianapolis 10 volte tra il 1960 ed il 1971, raggiungendo come miglior risultato il settimo posto nell'edizione 1964. Morì ad Indianapolis nel 1981 a causa di problemi cardiaci.
Tra il 1950 e il 1960 la 500 Miglia di Indianapolis faceva parte del Campionato mondiale di Formula 1, per questo motivo Tingelstad ha all'attivo anche 1 Gran Premio nella massima serie motoristica.

## Risultati in Formula 1
| 1960 | Scuderia    | Vettura |  |  |   |  |  |  |  |  |  |  |  | Punti | Pos. |
| ---- | ----------- | ------- |  |  | - |  |  |  |  |  |  |  |  | ----- | ---- |
| 1960 | Jim Robbins | Trevis  |  |  | 9 |  |  |  |  |  |  |  |  | 0     |      |

| Legenda | 1º posto     | 2º posto | 3º posto    | A punti         | Senza punti/Non class.  | Grassetto – Pole position Corsivo – Giro più veloce |
| Legenda | Squalificato | Ritirato | Non partito | Non qualificato | Solo prove/Terzo pilota | Grassetto – Pole position Corsivo – Giro più veloce |